# Kościół w Langen (Fehrbellin)
Kościół w Langen (niem. Dorfkirche Langen) – protestancka świątynia, znajdująca się w niemieckiej gminie Fehrbellin, w dzielnicy Langen, zaprojektowana przez Friedricha Augusta Stülera. Filia parafii Wustrau.

## Historia
Pierwsza wzmianka o świątyni w Langen pochodzi z roku 1291, a parafii – z 1484. Średniowieczny kościół został zniszczony podczas wojny trzydziestoletniej, w 1639 zawaliła się wieża. Po odbudowie wieża została ponownie zniszczona w 1730 podczas burzy, a po odbudowie w 1743 zawaliła się w roku 1804. W 1806 na jej miejscu wzniesiono konstrukcję z szachulca.
W 1852 roku rodzina von der Hagenów zleciła architektowi Friedrichowi Augustowi Stülerowi, uczniowi Karla Friedricha Schinkla, zaprojektowanie nowej świątyni. Konsekracja miała miejsce 16 października 1855. Renowacje miały miejsce w 1952 i 1972 roku. W 2003 roku wyremontowano dach, a w 2008 – portal główny.

## Architektura
Kościół wybudowano na wzniesieniu na północ od poprzedniej świątyni, dzięki czemu góruje on nad okolicą. Otoczony jest cmentarzem, na teren parafii prowadzi trójarkadowa, ceglana brama z połowy XIX wieku. Budynek architekturą nawiązuje do włoskiego romanizmu. Narożniki korpusu nawowego oraz 36-metrowej wieży zdobią sterczyny. We wnętrzu kościoła znajdują się drewniane empory, piaskowcowy ołtarz i ambona z ok. 1855 roku oraz figura Mojżesza o wysokości 1,20 metra. Organy pochodzą z lat 1908-1909, wykonano je w warsztacie braci Walterów w Guhrau (obecnie Góra). Dwa dzwony odlano w Berlinie, mniejszy w roku 1855, w zakładzie Waltera Bachmanna, a większy w roku 1888, w odlewni G. Colliera.

## Galeria

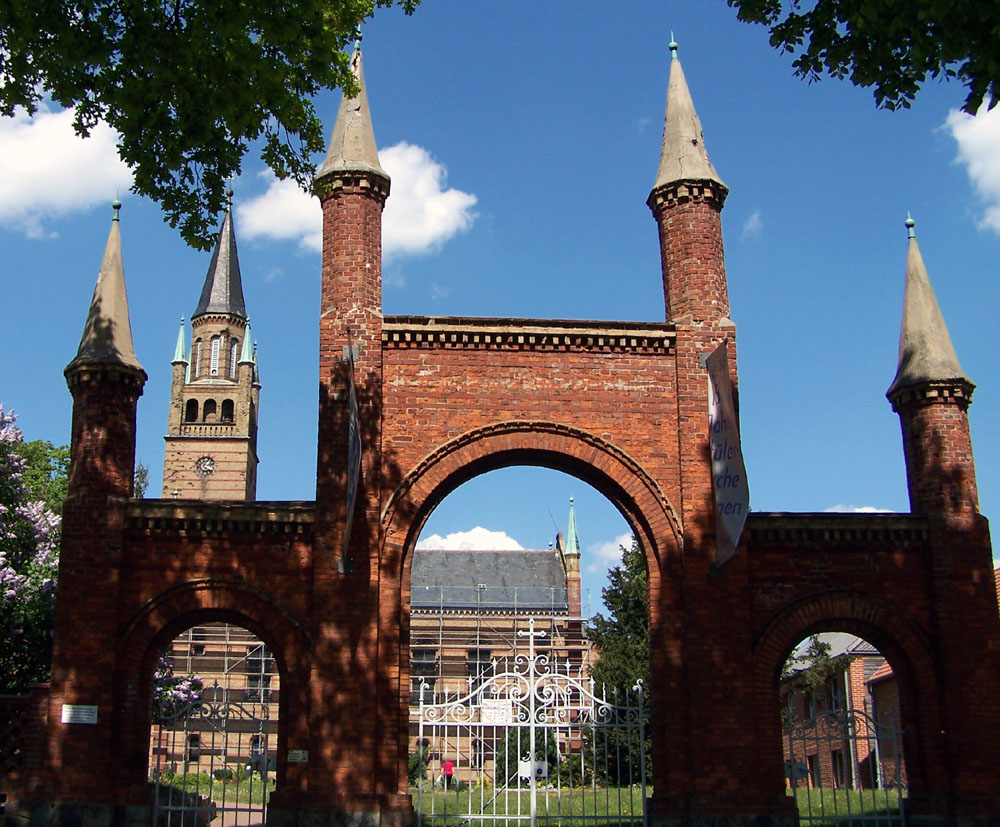
Trójarkadowa brama
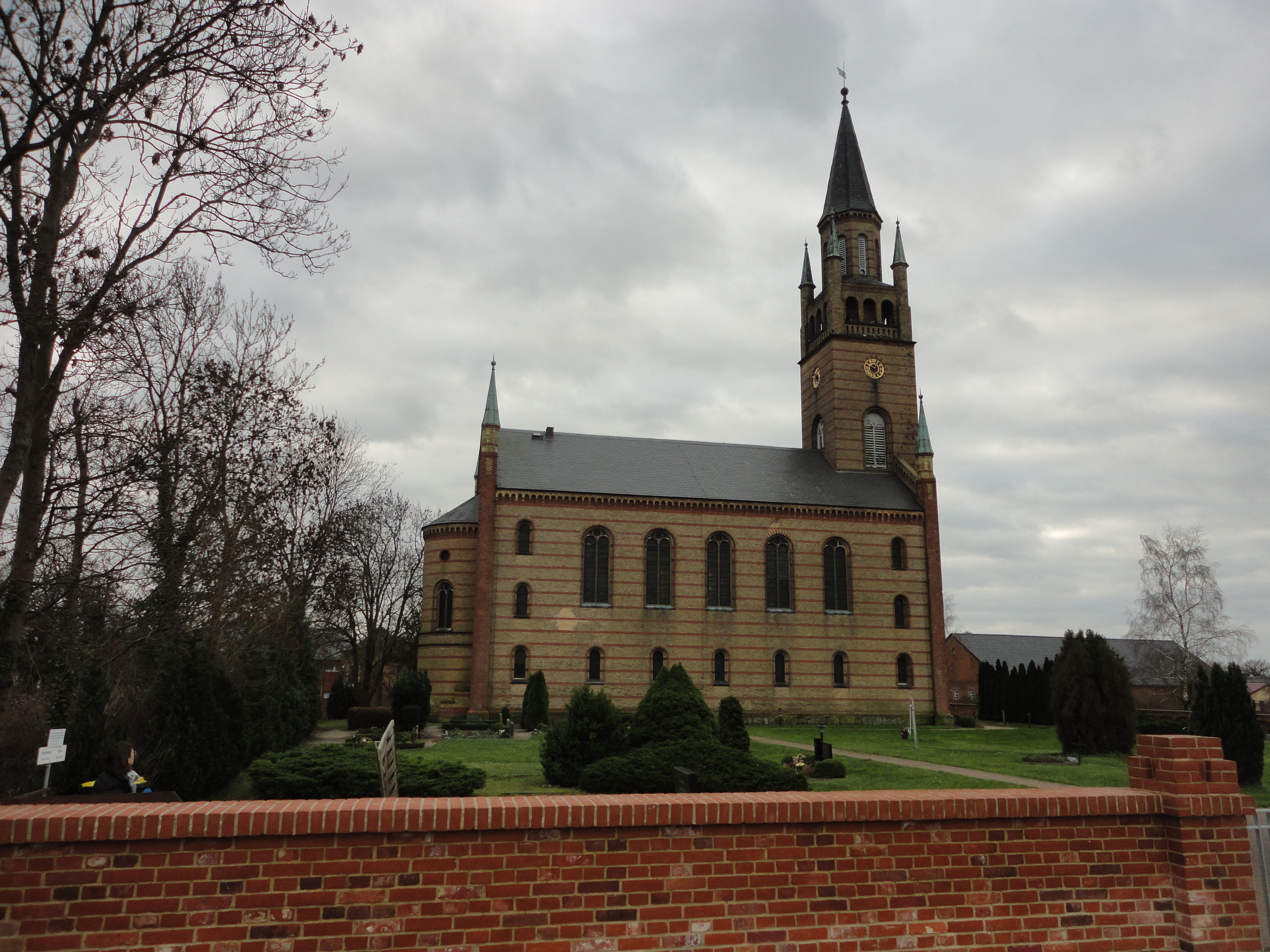
Widok z północy
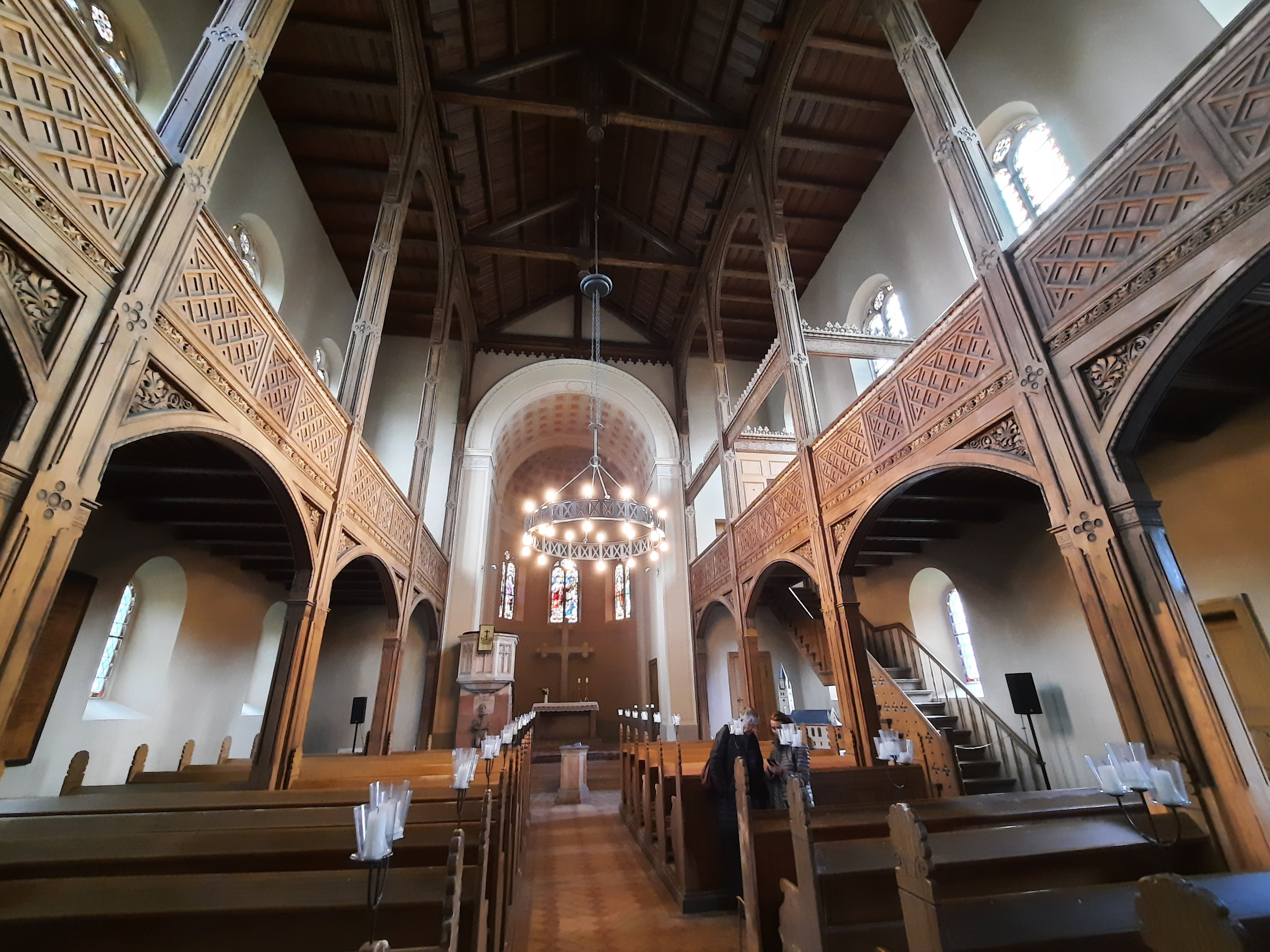
Wnętrze
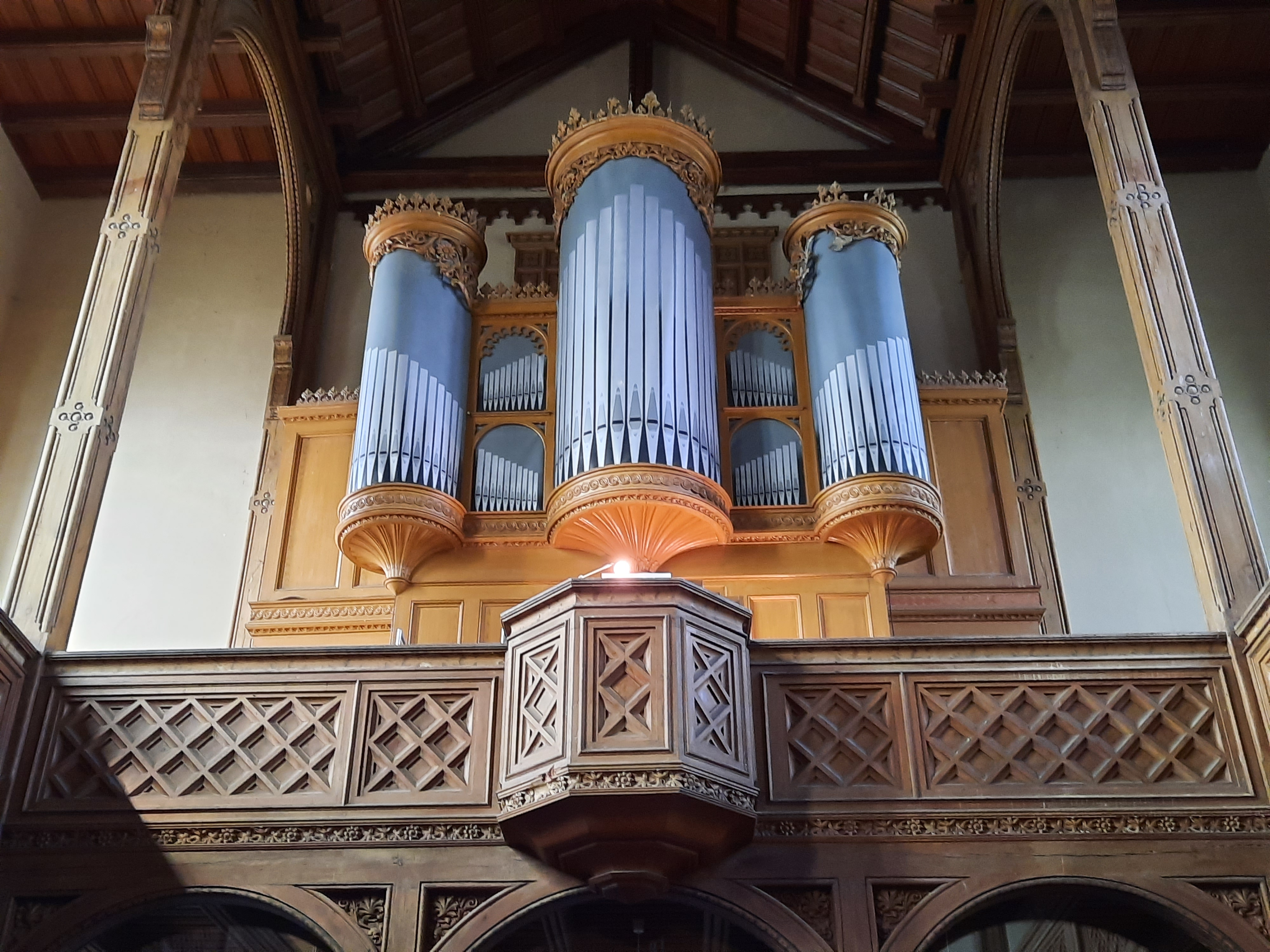
Organy
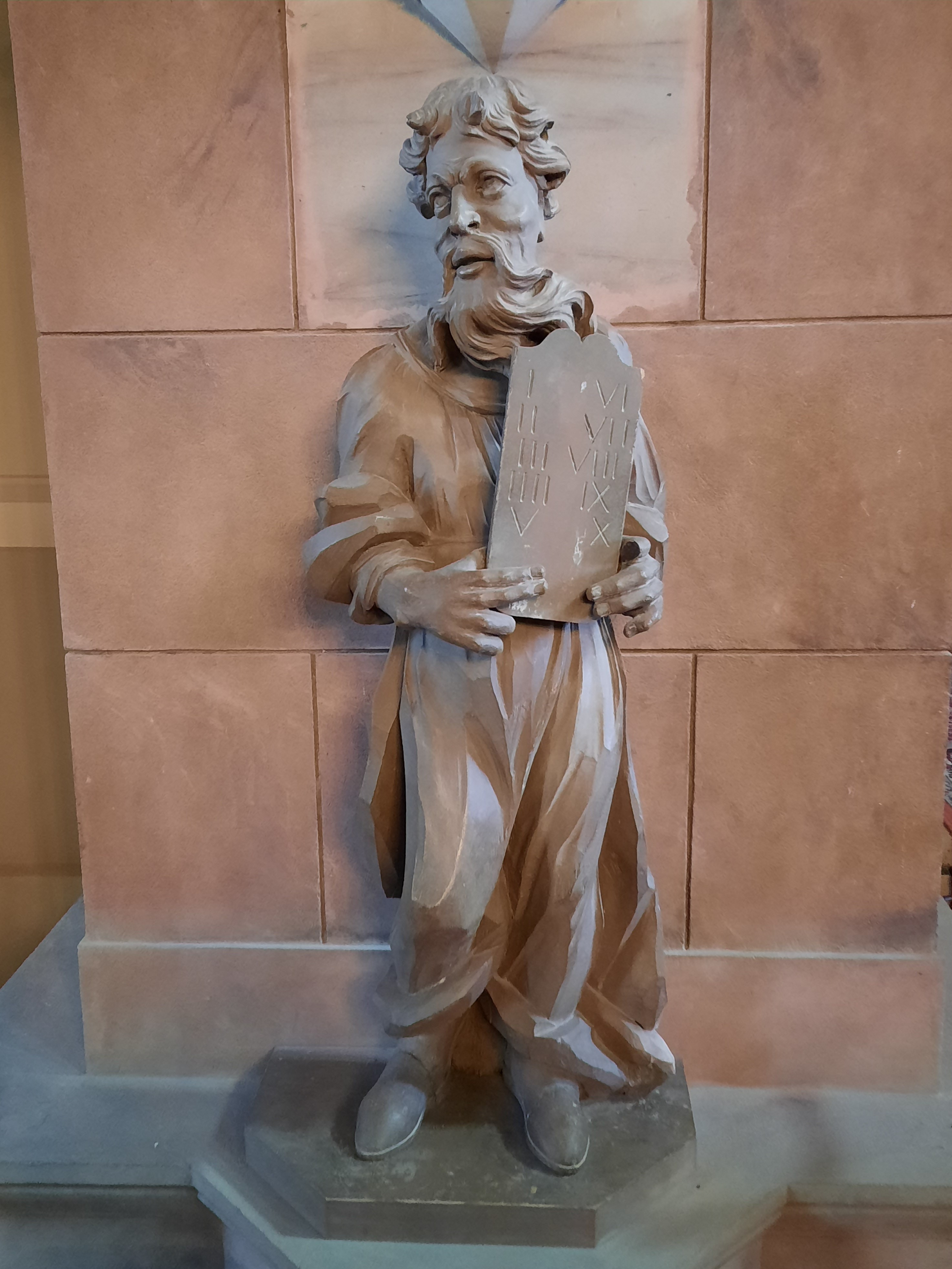
Figura Mojżesza